# Berca TV
Berca TV és la televisió local d'Algemesí. És a més, la televisió local més antiga del País Valencià, i la segona més antiga d'Espanya, només per darrere de la Ràdio Televisó de Cardedeu (1980).
Berca Televisió començà les seues emissions el 25 de setembre de 1985 a través de la freqüència de TV3. El seu primer programa regular es va emetre l'11 de desembre del mateix any, amb Lluís Escartí com a primer presentador. En 1998, el Ministeri de Foment va ordenar el tancament de les instal·lacions del Berca TV, en considerar les emissions il·legals, al·legant que la freqüència utilitzada podia interferir en la navegació aeronàutica, i denuncià l'Ajuntament amb una multa d'1 milió de pessetes (6000 €). A més, assegurava que Berca TV havia començat a emetre després de 1995, és a dir, després que es creara la llei que regulava l'emissió de les televisions locals espanyoles en aquest mateix any. Però com que el Ministeri estava equivocat pel que fa a l'inici de les emissions del canal municipal, l'Ajuntament va recórrer la sentència i no va haver de pagar la multa ni cessar les emissions, que eixien ara des del repetidor d'Alginet.
Amb el procés de tancament dels repetidors de TV3 al País Valencià per part del govern de la Generalitat Valenciana, el febrer de 2008 es clausurà el repetidor de TV3 a Alginet, tot i que l'emissió de Berca TV va continuar, aquesta vegada en solitari. Amb l'arribada de la TDT, es feia necessària l'obtenció d'una llicència per poder emetre a través d'aquesta. Per a la demarcació de la Ribera, existia el canal 44 de la TDT, que comptava amb 3 llicències, que després de realitzar el concurs, s'adjudicaren 2 d'aquestes a televisions privades i una destinada a la creació d'un canal públic mitjançant un consorci de diversos municipis de la comarca. Alguns dels pobles com ara Sueca, Cullera, Carlet o Algemesí, es mostraven favorables a crear aquest consorci, ja que tots ells tenien televisions locals i volien seguir emetent. Però altres pobles no ho veien així, i finalment no va ser possible la creació del consorci, i la llicència va ser donada a un altre canal privat. Així, els tres adjudicataris dels canals van ser Ribera Televisió, Tele 7 i Libertad Digital. En un principi, el 2010 Libertad Digital TV, que va nàixer a Madrid l'any 2006, i Berca TV contractaren l'emissió d'unes hores de programació local de Berca TV a través de la freqüència de Libertad Digital TV. Finalment, l'any 2012 Libertad Digital va vendre la seua llicència a Carbe Produccions S.L., una productora d'Algemesí, que continuà emetent Berca TV. Al mateix temps, Berca TV començà les seues emissions per Internet el 2010, amb motiu del seu 25é aniversari. Carbe Produccions va presentar en 2011 una proposta a la Generalitat, que posteriorment va ser acceptada. Naixia així, l'any 2012, Sucro TV, on s'emetien els continguts de Berca TV i Sueca TV, la televisió local de Sueca.